# Lombo das Lanças
Lombo das Lanças es una localidad caboverdiana del municipio de Porto Novo.

## Geografía
La localidad está situada en la isla Santo Antão.

## Organización territorial
La localidad abarca los lugares y barrios de:
- Bartaloa
- Cancelo
- Lombo das Lanças
- São Tomé